# Моравський музей
Моравський музей (чеськ. Moravské zemské muzeum)  — музей у місті Брно в Чехії. Це другий за величиною і другий за віком музей країни. Його колекції налічують кілька мільйонів предметів з багатьох галузей науки та культури.

## Розташування
Музей розташований у палаці Дітріхштейн на Зеленому тргу в історичному центрі Брно. Він був побудований як резиденція кардинала Франца фон Дітріхштейна у 1613-1616 роках. Він був перебудований у стилі пізнього бароко на рубежі XVII-XVIII століть і став однією з найбільших барокових будівель у Брно.

## Історія
Моравський музей був заснований у липні 1817 року указом імператора Франца II. До створення музею долучилися такі наукові діячі, як Хрістіан Карл Андре, граф Йозеф Ауерсперг, граф Гуго-Франтішек Зальм-Райфершайд або Антонін Бедржих Мітовський.

### Рукопис партитури Бетховена
Після вторгнення нацистів у Чехословаччину заможна чеська єврейська родина Печеків, що займалася банківською справою та гірничою промисловістю, втекла до США. Вони намагалися відправити поштою цінну сімейну річ — оригінал партитури четвертої частини струнного квартету № 13 Людвіга ван Бетховена. Однак її перехопило гестапо. Нацисти попросили експерта з Моравського музею перевірити автентичність партитури. Експерт упізнав почерк Бетховена, але, щоб врятувати рукопис від розграбування, збрехав нацистам і сказав, що він не справжній. Тоді музею дозволили залишити його у себе. Він залишався у Моравському музеї понад 80 років.
Нацисти захопили більшу частину активів і майна родини Печеків, які комуністичний режим Чехословаччини націоналізував після війни. Франц Печек, який керував гірничим бізнесом сім'ї в Чехословаччині, намагався зі свого нового будинку в США повернути частину майна, але не отримав жодного співчуття від комуністичного уряду.
У серпні 2022 року Моравський музей ухвалив рішення повернути рукопис спадкоємцям родини Печеків, дотримуючись Терезинської декларації, яка закликала уряди докласти всіх зусиль для повернення колишньої єврейської власності, конфіскованої нацистами, фашистами та їхніми колабораціоністами, її первісним власникам. Перед тим, як повернути партитуру Бетховена, музей виставляв її протягом п'яти днів. За час тривалого зберігання в музеї вона не виставлялася раніше. Музей вважав її однією з найцінніших у своїх колекціях.

## Виставки
Музей має кілька виставкових приміщень у Брно:
- Палац Дітріхштейн
- Єпископський двір
- Менделіанум
- Палац шляхетних дам
- Павільйон «Антропос» (створений Карелом Абсолоном)
- Місце консультації грибників
- Меморіал Леоша Яначека
- Будинок Їржі Ґруші

Музей також володіє та управляє кількома пам'ятками за межами Брно:
- Старий Євишовицький замок у Євишовицях
- Будішовський замок у Будішові
- Моравський замок у Моравці
- Меморіал Кралицької Біблії в Краліце-над-Ославою
- Центр слов'янської археології в Угерске Градіште